# Victor Mac-Auliffe
 (août 2025).
Si vous disposez d'ouvrages ou d'articles de référence ou si vous connaissez des sites web de qualité traitant du thème abordé ici, merci de compléter l'article en donnant les références utiles à sa vérifiabilité et en les liant à la section « Notes et références ».
Pour les articles homonymes, voir Mac-Auliffe.
Victor Mac-Auliffe, né le 7 mars 1870 à Zanzibar et mort le 17 décembre 1927 à La Réunion, est un médecin membre de l'Académie de la Réunion.
Fils de Jean-Marie Mac-Auliffe, médecin à Cilaos, il connaît une carrière faite de dévouement et de bons soins qui va lui attirer la sympathie de la population réunionnaise. Militaire, il s'embarque pour Madagascar avec une expédition française en 1895. Il fait figure de héros en 1919, lors de l'épidémie de grippe espagnole et reçoit la Légion d'honneur en 1925. Il meurt en décembre 1927 à La Réunion.

## Biographie
Victor Mac-Auliffe naît le 7 mars 1870 à Zanzibar, où son père était en poste. Venu avec sa famille à la Réunion alors qu’il était enfant, il a fait ses classes dans ce qui était alors le seul lycée de l’île qui ne portait pas encore le nom de Leconte de Lisle. Il fait ses études de médecine en France, puis passe quelques années dans divers hôpitaux militaires où il se perfectionne en chirurgie.
Il est, en 1895, attaché comme médecin aux troupes coloniales, pendant la guerre de Madagascar qui devint possession française. Il démissionne de l’armée en 1898 pour venir exercer la médecine à la Réunion.
Mobilisé en 1914, il regagne l’Europe où il passe les quatre années de la Grande guerre. Démobilisé le 20 décembre 1918, il est peu après décoré de la médaille commémorative de Madagascar pour la part active qu’il avait prise durant la campagne. Il reçoit également la médaille d'honneur des épidémies. 
Revenu à la Réunion en 1919, il pratique des interventions chirurgicales de la maternité et de l’Hôpital colonial. C’est à cette maternité qu’il a consacré les meilleures années de son existence. Il y fut un professeur remarqué puis un directeur apprécié. “Mac-Auliffe se présentait sous une physionomie douce et souriante avec des manières avenantes. La séduction de son caractère et la noblesse de ses sentiments ne lui faisaient compter que des amis. Il était essentiellement charitable. Ses bienfaits, il les répandait discrètement, sans bruit, mais ceux qui les ont reçus en ont gardé une inaltérable reconnaissance (…) Il participa très activement aux soins lors de l'épidémie de grippe espagnole de 1919. En 1925, il reçoit la Légion d'honneur.
Membre de l’Académie de la Réunion, Victor Mac-Auliffe a consacré la majeure partie de son existence à soigner ses compatriotes. Probe, modeste et désintéressé, il restera, dans le souvenir de tous, le modèle du dévouement, allant jusqu’au sacrifice. Sa vie, entièrement vouée à sa tâche, à sa science et à son devoir suscita affection, admiration et gratitude. 
Victor Mac-Auliffe fut un patriote, un érudit, un bienfaiteur de l’humanité”, décrit Henri Azéma. Pendant ses trente-neuf années de services médicaux, dont vingt-neuf de pratique à la Réunion, il n’a ménagé ni ses peines, ni ses forces, sans trêve et sans relâche, sublime de volonté malgré sa santé devenue chancelante, apportant à tous en toute circonstance, jusqu’à limite de sa résistance, le secours de sa science. Lorsque le gouverneur de l’époque lui décerna la croix de la Légion d’Honneur, comme l’écrit un chroniqueur de l’époque, “on n’entendit ici, comme à l’extérieur, chez les Réunionnais, qu’un cri de joie unanime”.
Il meurt en décembre 1927. Le 21 juillet 1930, trois ans après sa mort, le discours d’un de ses successeurs, Louis Ozoux lors de l’inauguration du buste de Mac-Auliffe dans le jardin de l’ancien Hôpital militaire, rue de Paris, résumait bien ce que ses compatriotes pensaient de lui : “Le docteur Victor Mac-Auliffe, modeste praticien d’une petite capitale d’une île minuscule de l’océan Indien, n’a eu qu’à l’état latent ces préoccupations terrestres qui prennent, souvent, l’allure aiguë. De mœurs douces, en effet, ne désirant apparemment qu’exercer sa profession noblement et avec autant de maîtrise que le permettaient l’éloignement de la métropole, la pénurie de cas difficiles et l’impossibilité de se spécialiser, il vivait retiré, songeant aussi à élever dignement sa famille comme à ne pas faillir à la réputation de praticien émérite à lui léguée par son père ; s’il ne manifestait pas bruyamment, s’il se contenta longtemps par exemple de sa petite voiture monocylindrique devenue légendaire, il n’était point, cependant, ataraxique : il y avait en lui l’amour ; il y avait même la haine, quelques haines ; l’on ne peut, d’ailleurs, que le féliciter d’avoir détesté ce qui est détestable.”
Une rue importante de Saint-Denis qui mène à l'ancien hôpital militaire, porte son nom.